# Regizori de operă români
Pintre cei mai importanți regizori de operă români sunt Jean Rânzescu, Hero Lupescu și George Zaharescu, Daniel Prallea-Blaga, Ștefan Neagrău, Cristian Mihăilescu, Anda Tabacaru, Ina Hudea. Sunt și câțiva regizori de teatru cu reușite notabile în montări de operă: Andrei Șerban, Petrika Ionesco, Cătălina Buzoianu, Silviu Purcărete, George Teodorescu etc.